# Sabulodes arge
Sabulodes arge là một loài bướm đêm trong họ Geometridae.